# Новоселівський лиман
Новоселівський лиман — загальнозоологічний заказник місцевого значення. Заказник розташований поблизу с. Новоселівка Самарівського району Дніпропетровської області.
Площа заказника — 287,0 га, створений у 1988 році.